# Limnornis
Genre
D'après la classification de référence (version 2.2, 2009) du Congrès ornithologique international, le genre Limnornis n'est constituée que de la seule espèce Synallaxe à bec courbe (Limnornis curvirostris). Le Synallaxe à bec droit autrefois placé dans ce genre, mais des études génétiques de 2005 ont montré qu'il devait être placé dans un genre séparé. L'espèce a donc dorénavant pour nom scientifique Limnoctites rectirostris.

## Liste des espèces
D'après la classification de référence du Congrès ornithologique international (ordre phylogénique) :
- Synallaxe à bec courbe — Limnornis curvirostris

Selon d'autres auteurs :
- Synallaxe à bec droit — Limnornis rectirostris, maintenant Limnoctites rectirostris